# Bigeard-Mütze
Die Bigeard-Mütze (Französisch Casquette Bigeard) war eine Feldmütze der französischen Armee, die eigens für die Kriegführung in Indochina und Algerien eingeführt wurde.  1960 wurde sie von der portugiesischen Armee übernommen und von Eliteeinheiten im Portugiesischen Kolonialkrieg verwendet. Benannt war sie nach dem französischen Offizier Marcel Bigeard. 

## Geschichte

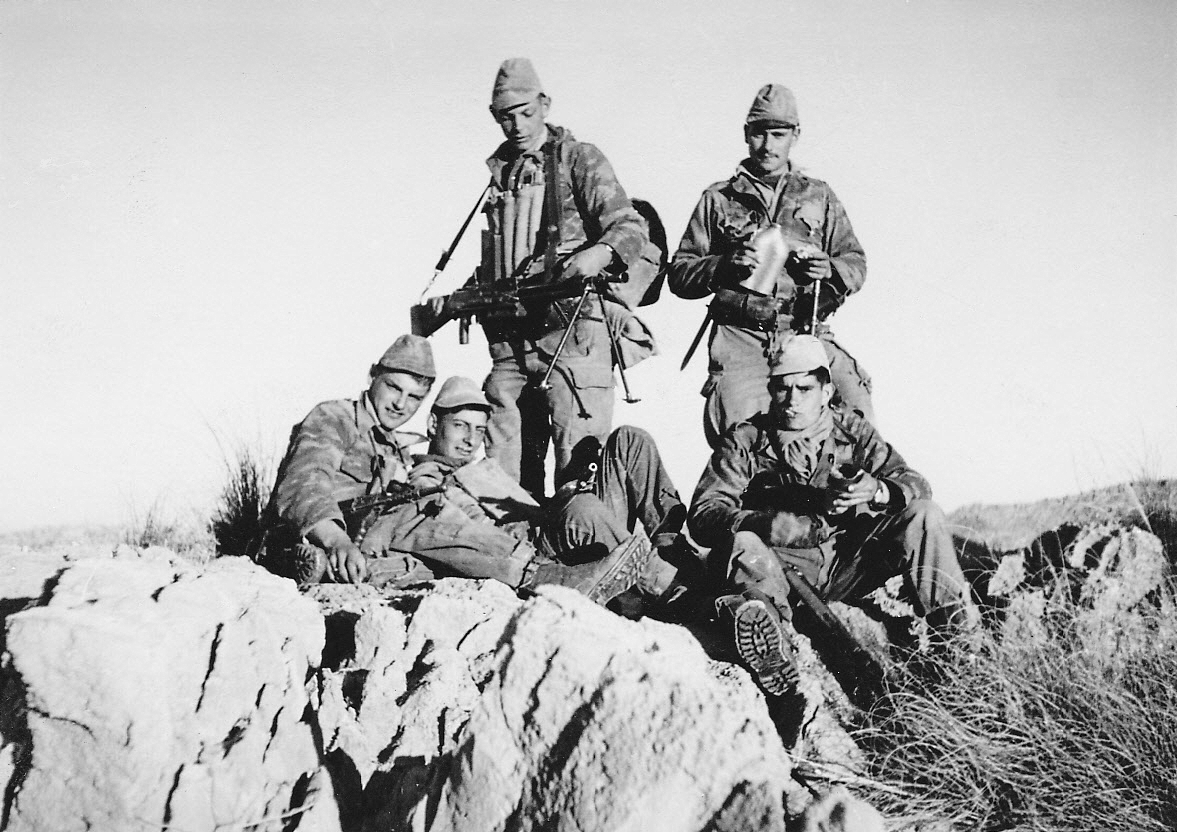
Commando de chasse V66 du 4me Zouaves

Die Mütze bestand aus Stoff und besaß sowohl einen Schirm als auch einen (geteilten) Nackenschutz. Sie wurde in Olivgrün und Tarnfarbenmuster hergestellt. Angeblich geht sie auf Vorbilder der Kaiserlich Japanischen Armee und des Deutschen Afrikakorps zurück. Sie wurde auch von Angehörigen der Nationalen Befreiungsfront Algeriens getragen, entweder als Kriegsbeute oder durch Erwerb auf dem freien Markt.(Windrow/Chappell, Farbtafel G, Abbildung 1, sowie S. 46.)  

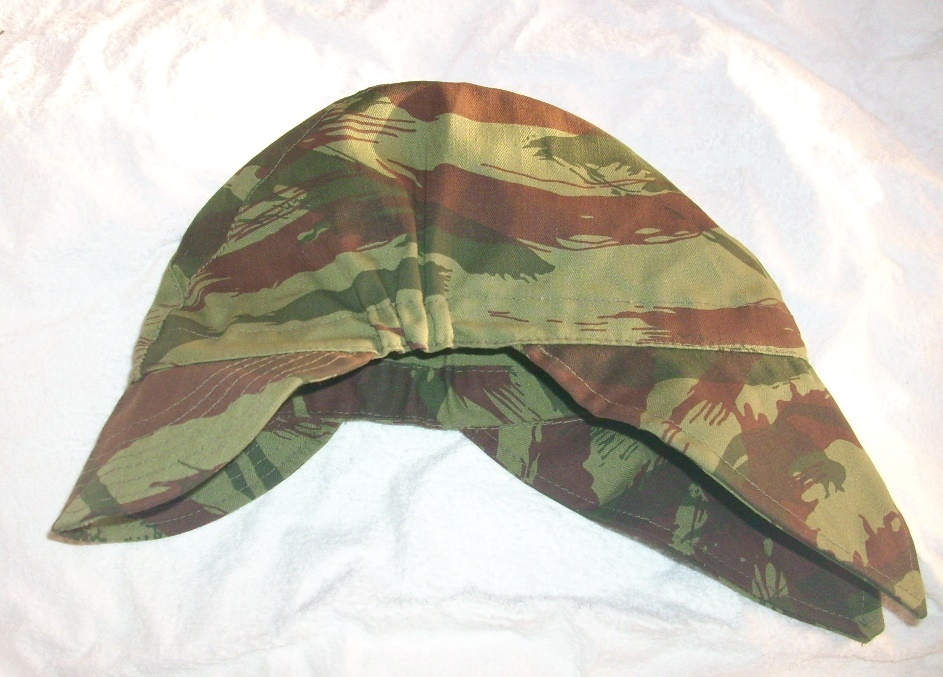
Quico-camp

Ab 1960 wurde sie unter der offenbar informellen Bezeichnung quico in Eliteeinheiten der portugiesischen Streitkräfte wie Jägern (caçadores), Dragonern und der Marineinfanterie eingeführt. Stern-Reporter Gerd Heidemann trug 1971 eine Bigeard-Mütze als so genannter embedded Journalist bei Recherchen in Guinea-Bissau.